# Manihot
Manihot é um gênero da família Euphorbiaceae.

## Espécies
- Manihot acuminatissima Müll.Arg.
- Manihot aesculifolia (Kunth) Pohl
- Manihot alutacea D.J.Rogers & Appan
- Manihot angustiloba (Torr.) Müll.Arg.
- Manihot anisitsii Pax & K.Hoffm.
- Manihot anisophylla (Griseb.) Müll.Arg.
- Manihot anomala Pohl
- Manihot attenuata Müll.Arg.
- Manihot auriculata McVaugh
- Manihot baccata Allem
- Manihot brachyandra Pax & K.Hoffm.
- Manihot brachyloba Müll.Arg.
- Manihot breviloba P.Carvalho & M.Martins
- Manihot caerulescens Pohl
- Manihot carthaginensis (Jacq.) Müll.Arg.
- Manihot catingae Ule
- Manihot caudata Greenm.
- Manihot cecropiifolia Pohl
- Manihot chlorosticta Standl. & Goldman
- Manihot compositifolia Allem
- Manihot condensat D.J.Rogers & Appan
- Manihot corymbiflora Pax & K.Hoffm.
- Manihot crassisepala Pax & K.Hoffm.
- Manihot crotalariiformis Pohl
- Manihot davisiae Croizat
- Manihot diamantinensis Allem
- Manihot dichotoma Ule
- Manihot divergens Pohl
- Manihot epruinosa Pax & K.Hoffm.
- Manihot esculenta Crantz
- Manihot falcata D.J.Rogers & Appan
- Manihot filamentosa Pittier
- Manihot flemingiana D.J.Rogers & Appan
- Manihot foetida (Kunth) Pohl
- Manihot fruticulosa (Pax) D.J.Rogers & Appan
- Manihot gabrielensis Allem
- Manihot gracilis Pohl
- Manihot grahamii Hook.
- Manihot guaranitica Chodat & Hassl.
- Manihot handroana Cruz
- Manihot hassleriana Chodat
- Manihot heptaphylla Ule
- Manihot hilariana Baill.
- Manihot hunzikeriana Mart.Crov.
- Manihot inflata Müll.Arg.
- Manihot irwinii D.J.Rogers & Appan
- Manihot jacobinensis Müll.Arg.
- Manihot janiphoides Müll.Arg.
- Manihot jolyana Cruz
- Manihot longipetiolata Pohl
- Manihot loureiroi Pohl
- Manihot ludibunda Croizat
- Manihot lyrata Ule
- Manihot maracasensis Ule
- Manihot marajoara Huber
- Manihot mcvaughii V.W.Steinm.
- Manihot membranacea Pax & K.Hoffm.
- Manihot michaelis McVaugh
- Manihot mirabilis Pax
- Manihot mossamedensis Taub.
- Manihot nana Müll.Arg.
- Manihot neusana Nassar
- Manihot nogueirae Allem
- Manihot oaxacana D.J.Rogers & Appan
- Manihot obovata J.Jiménez Ram.
- Manihot oligantha Pax & K.Hoffm.
- Manihot orbicularis Pohl
- Manihot palmata Müll.Arg.
- Manihot pauciflora Brandegee
- Manihot paviifolia Pohl
- Manihot peltata Pohl
- Manihot pentaphylla Pohl
- Manihot peruviana Müll.Arg.
- Manihot pilosa Pohl
- Manihot pohliana Müll.Arg.
- Manihot pohlii Wawra
- Manihot populifolia Pax
- Manihot pringlei S.Watson
- Manihot procumbens Müll.Arg.
- Manihot pruinosa Pohl
- Manihot pseudoglaziovii Pax & K.Hoffm.
- Manihot purpureocostata Pohl
- Manihot pusilla Pohl
- Manihot quinquefolia Pohl
- Manihot quinqueloba Pohl
- Manihot quinquepartita Huber ex D.J.Rogers & Appan
- Manihot reniformis Pohl
- Manihot reptans Pax
- Manihot rhomboidea Müll.Arg.
- Manihot rotundata Ule
- Manihot rubricaulis I.M.Johnst.
- Manihot sagittatopartita Pohl
- Manihot salicifolia Pohl
- Manihot sparsifolia Pohl
- Manihot stipularis Pax
- Manihot stricta Baill.
- Manihot subspicata D.J.Rogers & Appan
- Manihot surinamensis D.J.Rogers & Appan
- Manihot tenella Müll.Arg.
- Manihot tomatophylla Standl.
- Manihot tomentosa Pohl
- Manihot triloba (Sessé) McVaugh ex Miranda
- Manihot tripartita (Spreng.) Müll.Arg.
- Manihot triphylla Pohl
- Manihot tristis Müll.Arg.
- Manihot tomentosa Pohl
- Manihot variifolia Pax & K.Hoffm.
- Manihot violacea Pohl
- Manihot walkerae Croizat
- Manihot websteri D.J.Rogers & Appan
- Manihot weddelliana Baill.
- Manihot xavantinensis
- Manihot zehntneri Ule